# Hiroki Sagawa
Hiroki Sagawa from Asiatic Orchestraこと佐川 紘樹（さがわ ひろき、1986年4月27日 - ）は、日本の音楽プロデューサー、作曲家、編曲家。Asiatic Orchestraとは、Dj MIBUROと共同のプロデューサーチームの名称。

## 略歴
オルガン奏者だった母に影響を受けて3歳からピアノを習い、中学時代にはロックバンドのギター・ボーカルとして活動。16歳の時、現代音楽の作曲家・野村茎一に師事し、本格的に作曲を学ぶ。その後パンスクールオブミュージックに入学（DTMを専攻）。学生時代に様々なスキルを身につけた後に、2008年より作曲家、編曲家、トラックメイカーとしてのキャリアをスタートさせる。独創的な楽曲には定評があり、メジャーからインディーズまで幅広く活動している。

## 受賞歴
- 2012年
  - 第54回日本レコード大賞 優秀作品賞「三代目J Soul Brothers・花火」
  - 日本レコード協会 ゴールド認定「三代目J Soul Brothers・0〜ZERO〜」
  - 日本レコード協会 PC配信（シングル）プラチナ認定「三代目J Soul Brothers・花火」
  - レコチョクアワード月間最優秀楽曲賞8月度ダウンロード（シングル）部門　月間1位「三代目J Soul Brothers・花火」
  - LISMO Award 8月度音楽再生ランキング  月間1位「三代目J Soul Brothers・花火」
- 2013年
  - 日本レコード協会 プラチナ認定「三代目J Soul Brothers・MIRACLE」
  - MTV Video Music Awards Japan 最優秀グループビデオ賞 「三代目J Soul Brothers・花火」
  - レコチョクアワード月間最優秀楽曲賞11月度ダウンロード（シングル）部門　月間1位「三代目J Soul Brothers・冬物語」
  - レコチョクアワード月間最優秀楽曲賞11月度着うた部門　月間1位「三代目J Soul Brothers・冬物語」
  - レコチョクアワード月間最優秀楽曲賞11月度ダウンロード（アルバム）部門　月間1位「三代目J Soul Brothers・冬物語」

## プロデュース・提供作品

### Hiroki Sagawa 名義の作品
- 三代目J Soul Brothers
  - 「花火」作曲
  - 「冬物語」作曲
  - 「C.O.S.M.O.S.〜秋桜〜」作曲
  - 「恋と愛」作曲
- Flower
  - 「太陽と向日葵」作曲
  - 「白雪姫」作曲
  - 「紅のドレス」作曲
- GENERATIONS
  - 「何もかもがせつない」作曲
- 東京女子流
  - 「Liar」作曲
  - 「追憶」作曲
  - 「約束」作曲
  - 「Never ever」作曲
  - 「深海」作曲
- 倉木麻衣
  - 「君 想ふ 〜春夏秋冬〜」作曲・編曲
- Dream Ami
  - 「マジックタイム」作曲・編曲
- チャン・グンソク
  - 「For you 〜僕が頑張れる理由〜」作曲
- ソナーポケット
  - 「涙雪」作曲
- 庄司芽生
  - 「illusion」作曲
- Supernova
  - 「Diamond lily」作曲
- 志田サマー新井サマー
  - 「あんなに好きだったサマー」作曲・編曲
- こんどうようぢ
  - 「ぐるぐるんセカイ」作曲・編曲
- わーすた
  - 「うるとらみらくるくるふぁいなるアルティメットチョコびーむ」作曲・編曲
  - 「好きな人とか居ますか」作曲・編曲
  - 「らんらん・時代」作曲・編曲
  - 「にこにこハンブンコ」編曲
  - 「ちいさな ちいさな」作曲・編曲
  - 「いぬねこ。青春真っ盛り」作曲・編曲
  - 「完全なるアイドル」作曲・編曲
  - 「ゆうめいに、にゃりたい。」作曲・編曲
  - 「Do on Do 〜坊っちゃんいっしょに踊りゃんせ〜」作曲
  - 「誰も悪くない」作曲・編曲
- ライムベリー
  - 「MIRRORBALL」作曲・編曲
  - 「365」作曲・編曲
  - 「韻果録」作曲・編曲
  - 「Fly High」作曲・編曲
- 虹ヶ咲学園スクールアイドル同好会（ラブライブ!）
  - 「MELODY」作曲
- アイドルカレッジ
  - 「えいえいおー!」作曲
- 内田雄馬
  - 「LOOOOK UP!!!」作曲・編曲
- 塩ノ谷早耶香
  - 「一輪花」作詞・作曲・プロデュース
- 板野友美
  - 「Sister」作曲・編曲
  - 「8 years」作曲・編曲
- X4
  - 「最後の言葉」作曲
- 乃木坂46
  - 「初恋の人を今でも」作曲・編曲
  - 「命は美しい」作曲・編曲
  - 「三角の空き地」作曲
- BRIGHT
  - 「lonely tears」作曲
  - 「儚くて」プロデュース・作詞・作曲・編曲
- BUZZ-ER.
  - 「BFF」作曲・編曲
- HOP-PAS
  - 「HANDS UP!〜しあわせの法則〜」作曲
- Juliet
  - 「道シルベ」プロデュース・編曲
- Gee
  - 「Dancing now!!」RAP作詞・作曲・編曲
  - 「ONLY YOU」作曲・編曲
- 武田舞彩（GEM）
  - 「EMERGE!!」編曲
- 小林歌穂（私立恵比寿中学）
  - 「ぐらりぐら想い」作曲・編曲
- SOLIDEMO
  - 「Love you」作曲・編曲
- 7cm
  - 「七色花」作曲・編曲
- 10神ACTOR
  - 「夏のせいじゃない」作曲
- じぇにー
  - 「カサブランカ」作曲・編曲
  - 「桜恋」作曲・編曲
  - 「SILVER」作曲・編曲
- 西恵利香
  - 「ルージュの首飾り」作曲
  - 「モノクロ」作曲
- EMPTYLOT
  - 「HECTIC」作曲・編曲
- PSALM
  - 「サームの応援歌」作曲
- SUPER☆GiRLS「すすすすすすすき」共作曲・編曲

### Asiatic Orchestra 名義の作品
- Juliet
  - 「サクラブ -桜、咲く-」編曲・プロデュース
  - 「モトカレ」作曲・編曲・プロデュース
- KG
  - 「今も胸の奥で duet with DJ KAORI」作曲・編曲・プロデュース
- 佐藤史果
  - 「泣いて笑って」作曲・プロデュース
- 城田優
  - 「U」作曲
- PlayZ
  - 「桜〜声が聞きたくて〜」作曲・編曲
  - 「Mother」作曲・編曲
- JUNO
  - 「with」作曲